# Vzpomínkové akce u příležitosti 100. výročí bitvy u Zborova
V roce 2017, tedy u příležitosti 100. výročí bitvy u Zborova, se konala celá řada pietních a vzpomínkových akcí v různých městech po celé České republice a také na Ukrajině, tedy v místě konání bitvy. Šlo zejména o tyto akce:
- Pietní akt u nově zrekonstruované Bratrské mohyly na okraji někdejšího bojiště na západě Ukrajiny.
- Pietní vzpomínka formou zapálení svíček za padlé u Zborova se uskutečnila na mnoha místech po celé republice.
- Patrně největší vzpomínkové akce v rámci ČR se uskutečnily v Milovicích. Program nazvaný Zborov 100. výročí bitvy měl několik částí. Začínal dopoledne pietním aktem na Vojenském hřbitově, po celý den bylo možno si prohlédnout vojenskou výzbroj a výstroj, dobové tábory, obrněné automobily a výstavu dokumentující průběh bitvy. Vyvrcholením celodenního programu byla od 14 hodin rekonstrukci bitvy u Zborova, která se uskutečnila v bývalém vojenském výcvikovém prostoru Milovice – Mladá. V 17 hodin byla na Hakenově stadionu předvedena divadelní hra Zborov.

## Pietní akt u nově zrekonstruované Bratrské mohyly
Pietní akt u společného hrobu padlých legionářů (u vesničky Kalynivka, v době bitvy se jmenovala Cecová), tedy na území dnešní Ukrajiny, na okraji někdejšího bojiště, se uskutečnil v neděli 2. července 2017. Zúčastnili se ho potomci legionářů, krajané, zástupci místních úřadů, ukrajinská veřejnost a představitelé České i Slovenské republiky. Za Českou republiku se pietního aktu zúčastnili mimo jiné předseda Poslanecké sněmovny Jan Hamáček, místopředsedkyně Senátu Miluše Horská, náměstkyně ministra obrany Alena Netolická, náčelník generálního štábu Josef Bečvář, Václav Petřík, vnuk stejnojmenného generála, který u Zborova bojoval, Petr Tolar z Československé obce legionářské a mnoho členů různých klubu vojenské historie. Za Ukrajinu vystoupil např. šéf administrativy Ternopilské oblasti Stepan Barna.
Do zrekonstruované mohyly byla vložena také bronzová schránka se současnými předměty i vzkazy, kterou v Národním památníku na Vítkově připravili zástupci prezidentské kanceláře, vlády, ministerstva obrany a Československé obce legionářské.

## Pietní vzpomínka
V neděli 2. července v 18 hodin, tedy přesně po 100 letech (bitva se uskutečnila 1. až 2. července 1917) byly zapáleny po celé republice svíčky na památku bitvy u Zborova. Mnohé obce a města si rovněž připomněla rodáky, kteří  u Zborova padli, a to nejen československé legionáře, ale i Čechy a Slováky, kteří v této bitvě padli v rakousko-uherských stejnokrojích.

## Vzpomínkové akce v Milovicích
Vzpomínkové akce v Milovicích se konaly v sobotu 8. července, tedy týden po 100. výročí bitvy u Zborova. Celodenní program nazvaný Zborov 100. výročí bitvy se skládal z několika částí, které zahájil pietní akt na Italském vojenském hřbitově v Milovicích.

### Pietní akce na Vojenském hřbitově
Od 10 hodin se uskutečnil pietní akt na Vojenském hřbitově v Milovicích, v Italské ulici. Během první světové války bylo v zajateckém táboře v Milovicích internováno téměř 20 000 mužů, z nichž je na tomto hřbitovu pohřbeno přes 6000 vojáků, z toho přes 5000 Italů (proto se často používá označení Italský hřbitov), dále Rusové, Srbové, Rakušané, Češi a jiné národnosti. 
Pořadatelé této pietní akce rovněž vyzvali několik obcí, ve kterých se narodili muži, kteří padli u Zborova, aby u vhodného pomníku zapálili na jejich památku svíčku.

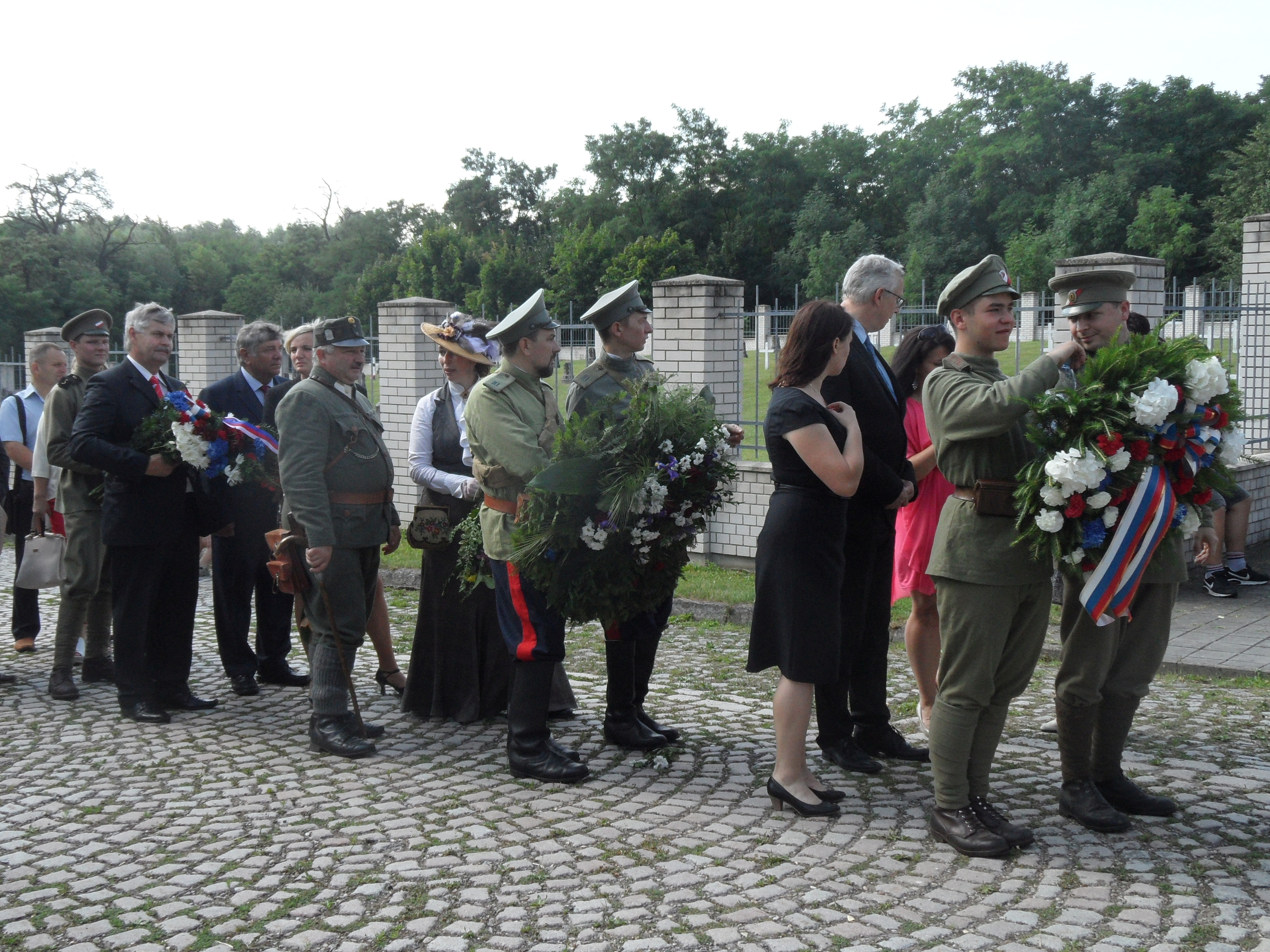
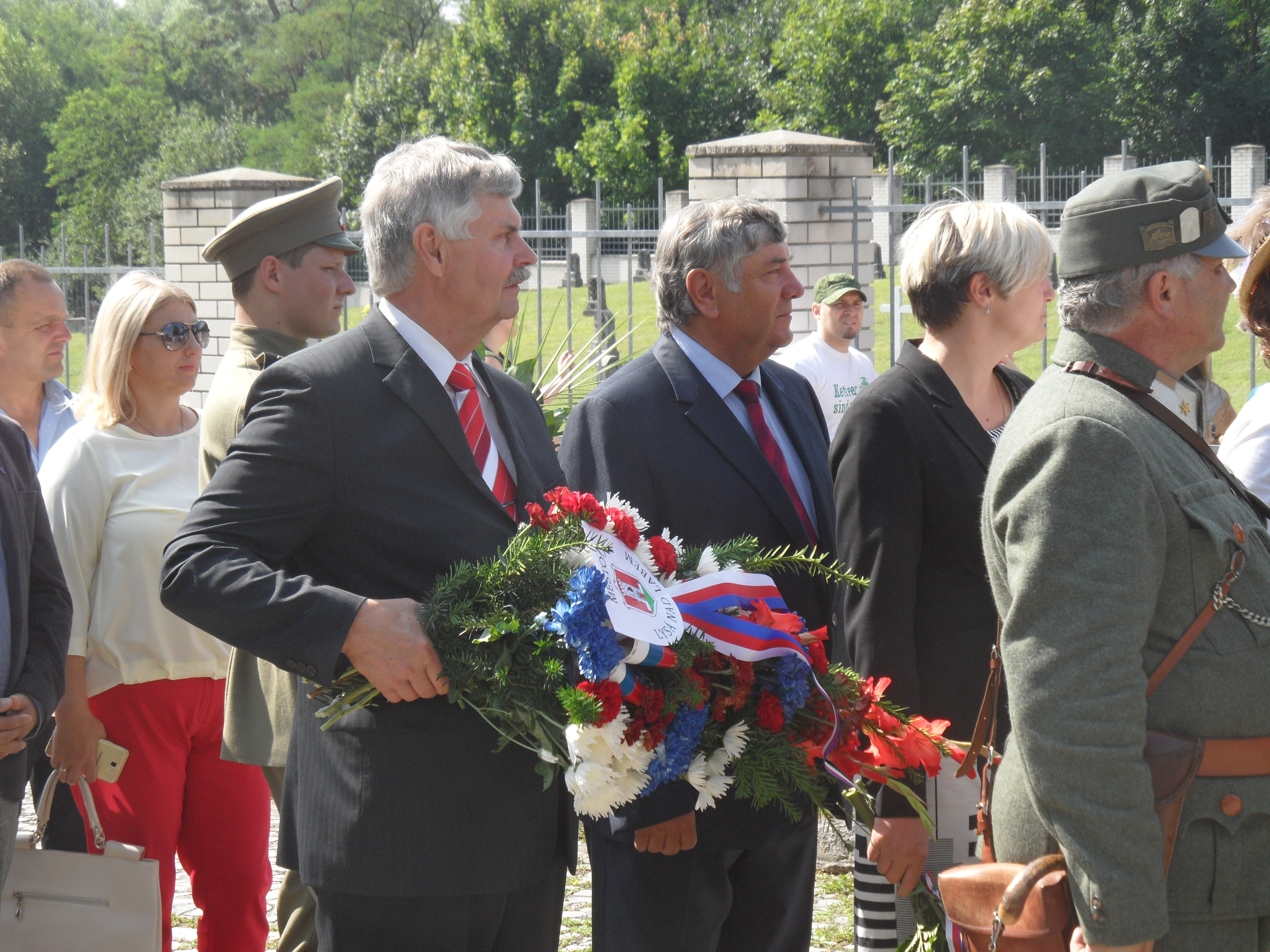
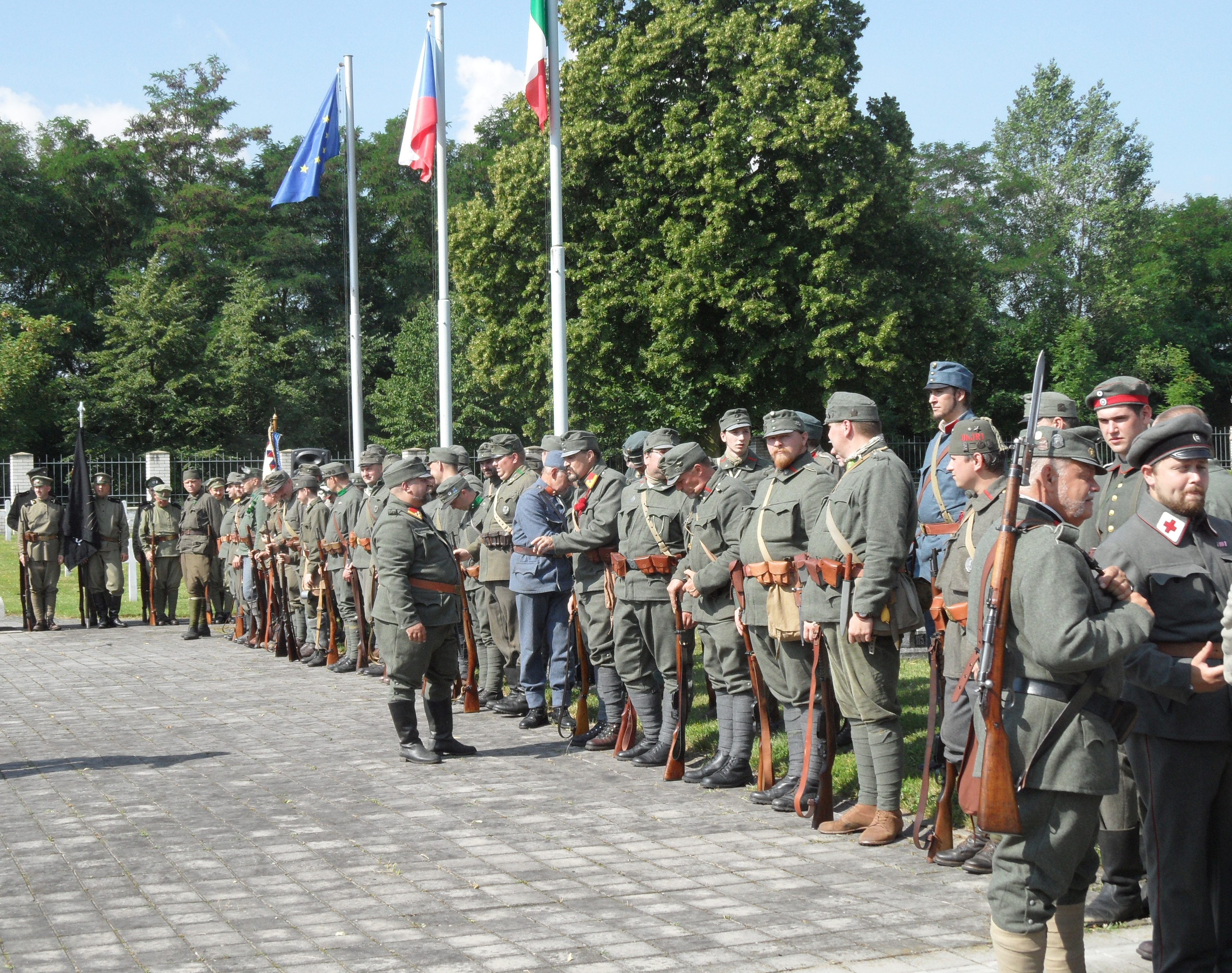
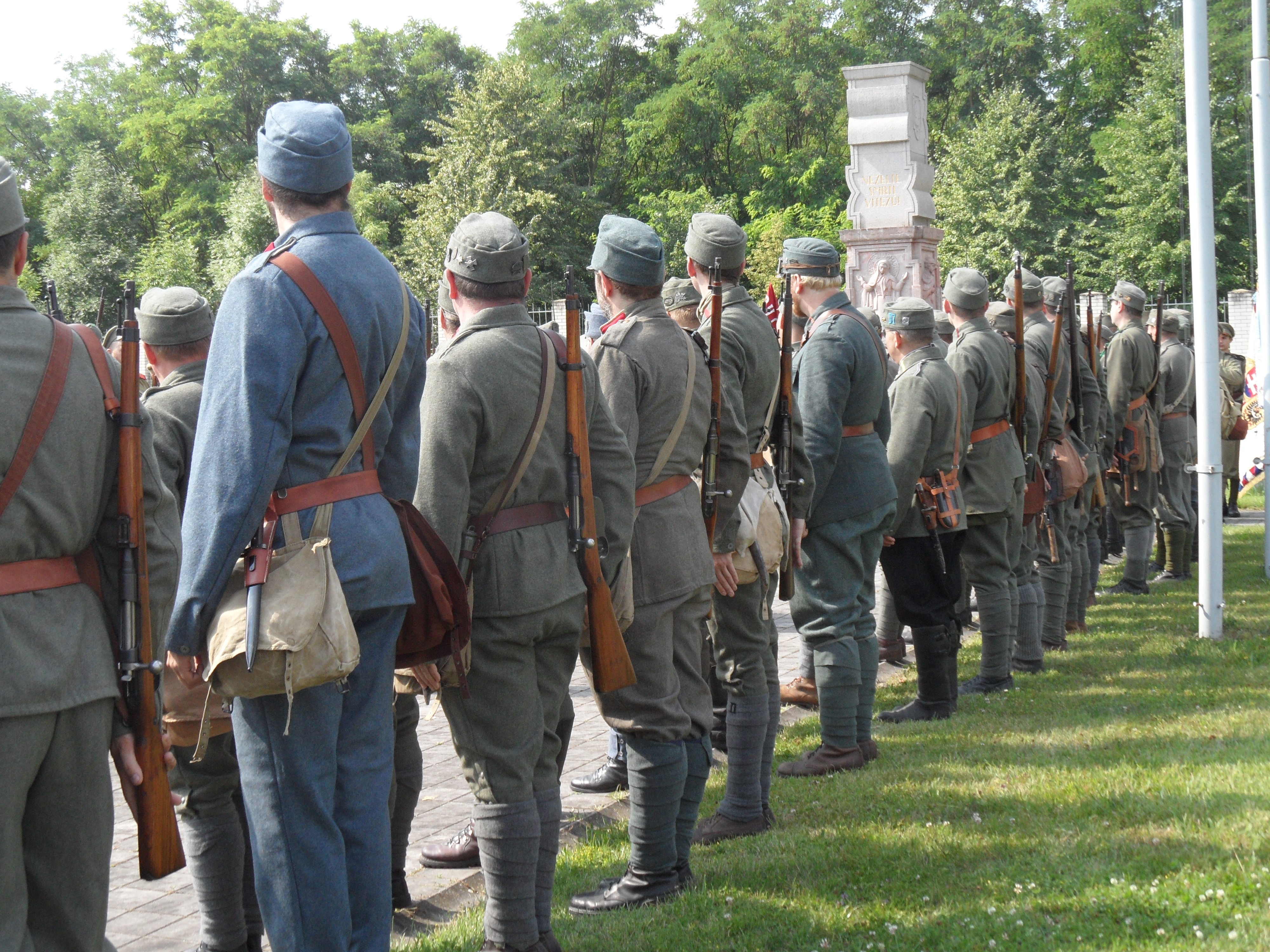
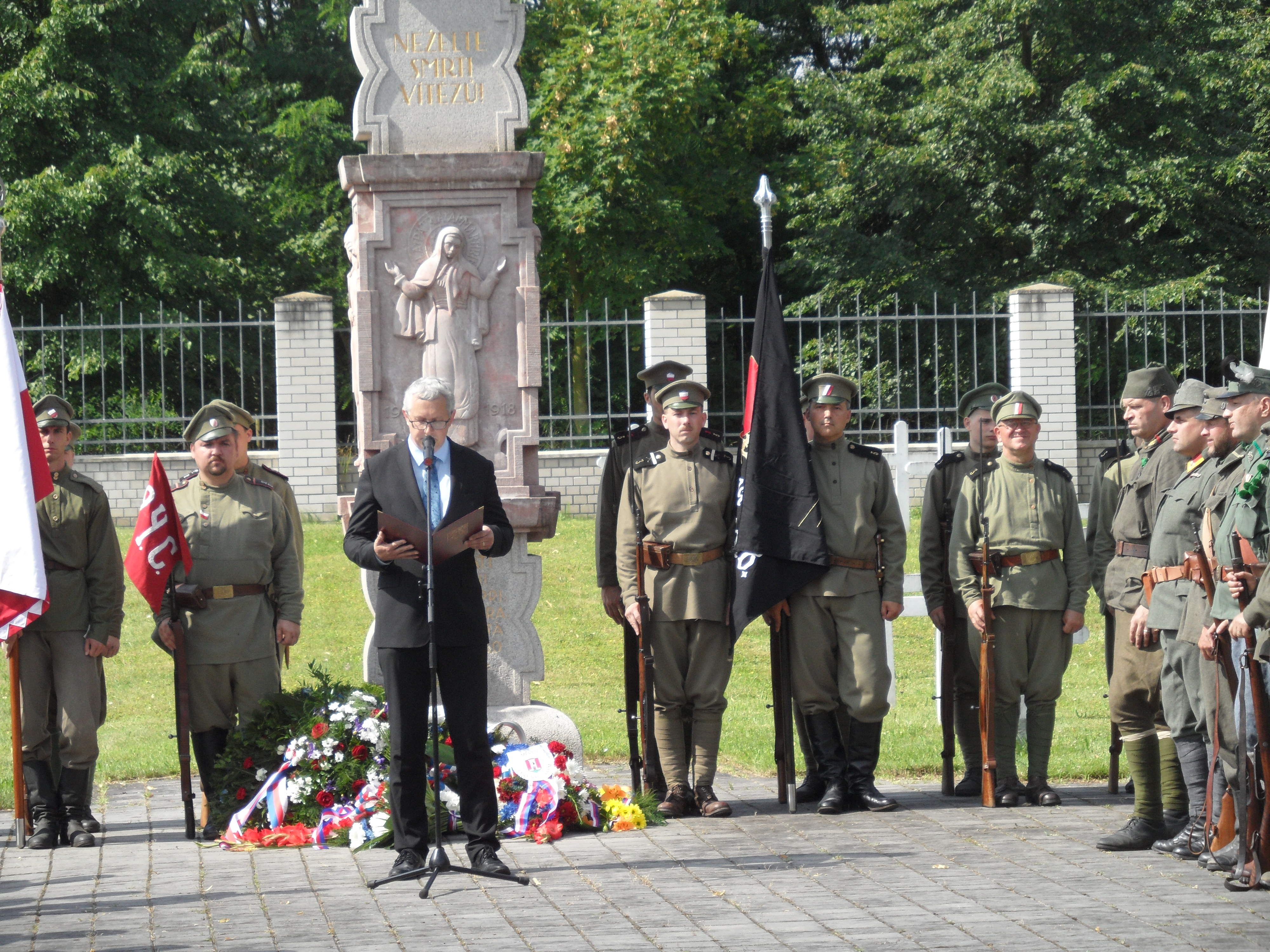
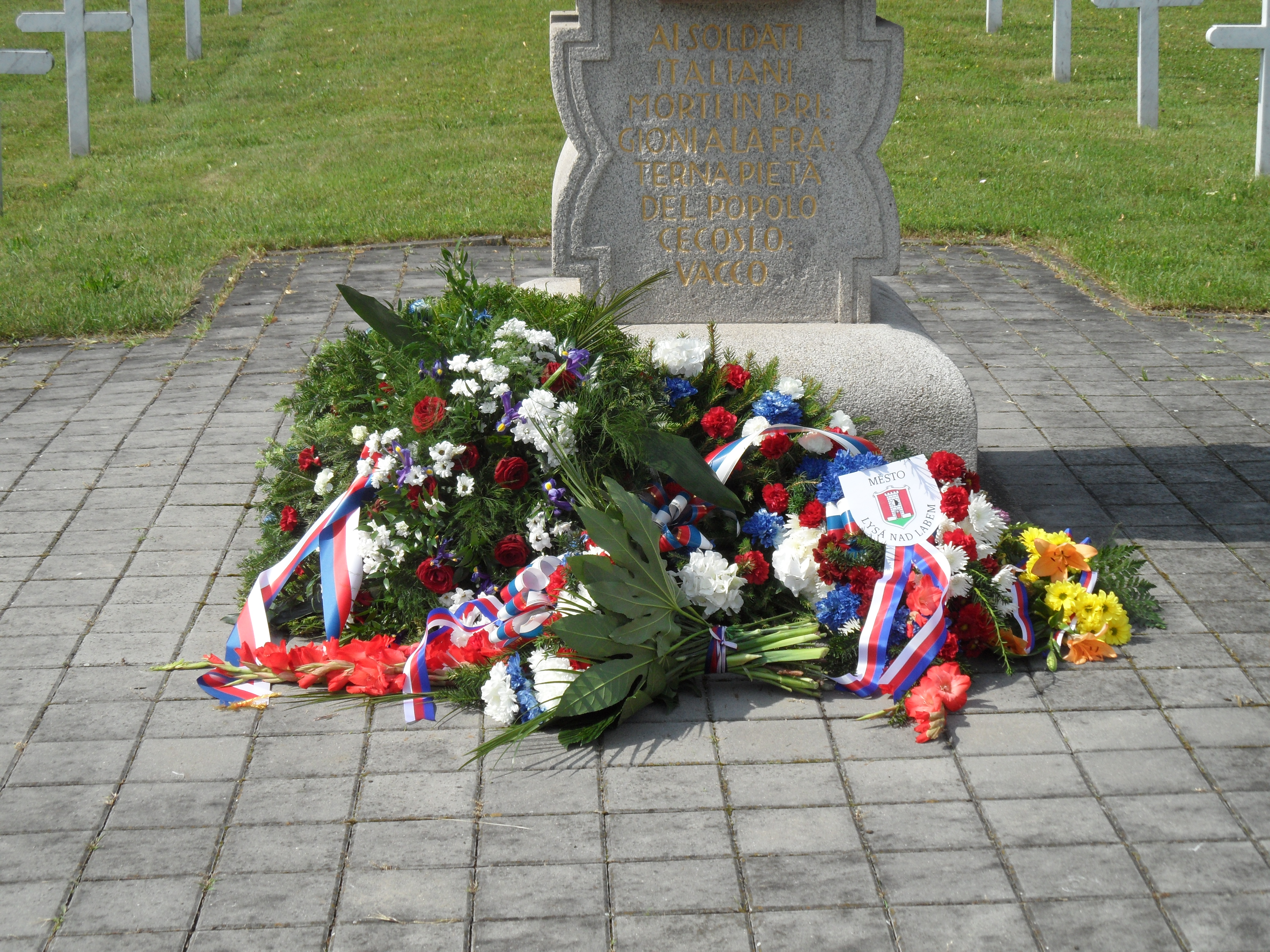

### Vojenský tábor
Vojenský tábor byl umístěn na Hakenově stadiónu. Po celý den zde bylo možno si prohlédnout vojenskou výzbroj a výstroj různých druhů vojsk, dobové tábory, obrněné automobily a další techniku. 
Před 14 hodinou odsud kluby vojenské historie pochodovali do prostoru, kde byla předvedena rekonstrukce bitvy. Po skončení rekonstrukce bitvy se od 17 hodiny na Hakenově stadion uskutečnilo divadelní představení Zborov. V sousedství stadiónu, v budově městského úřadu bylo možné si po celý den prohlédnout výstavu, která textem a četnými fotografiemi dokumentovala nejen bitvu u Zborova, ale i celkově činnost Československých legií.

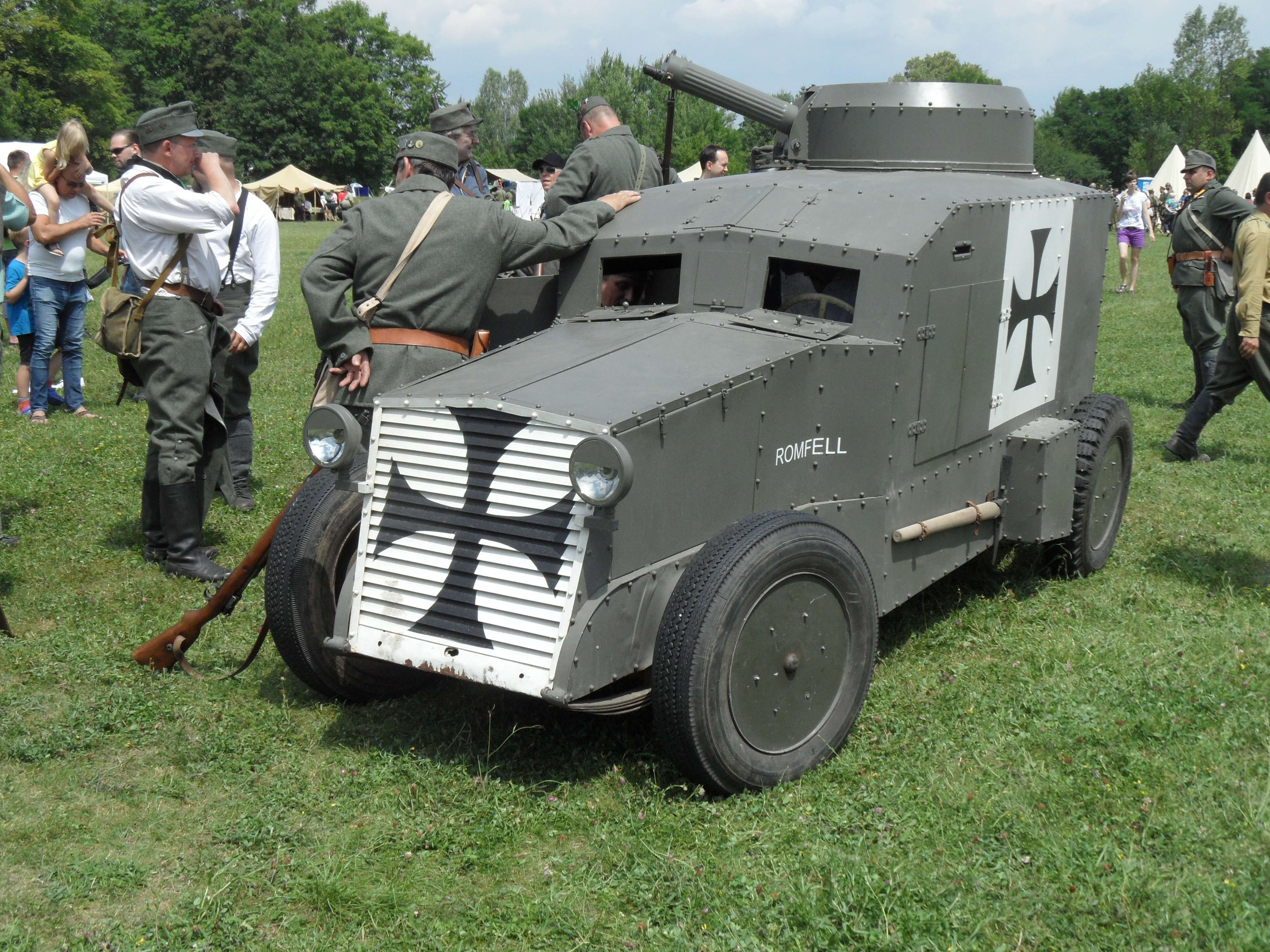
Obrněný automobil
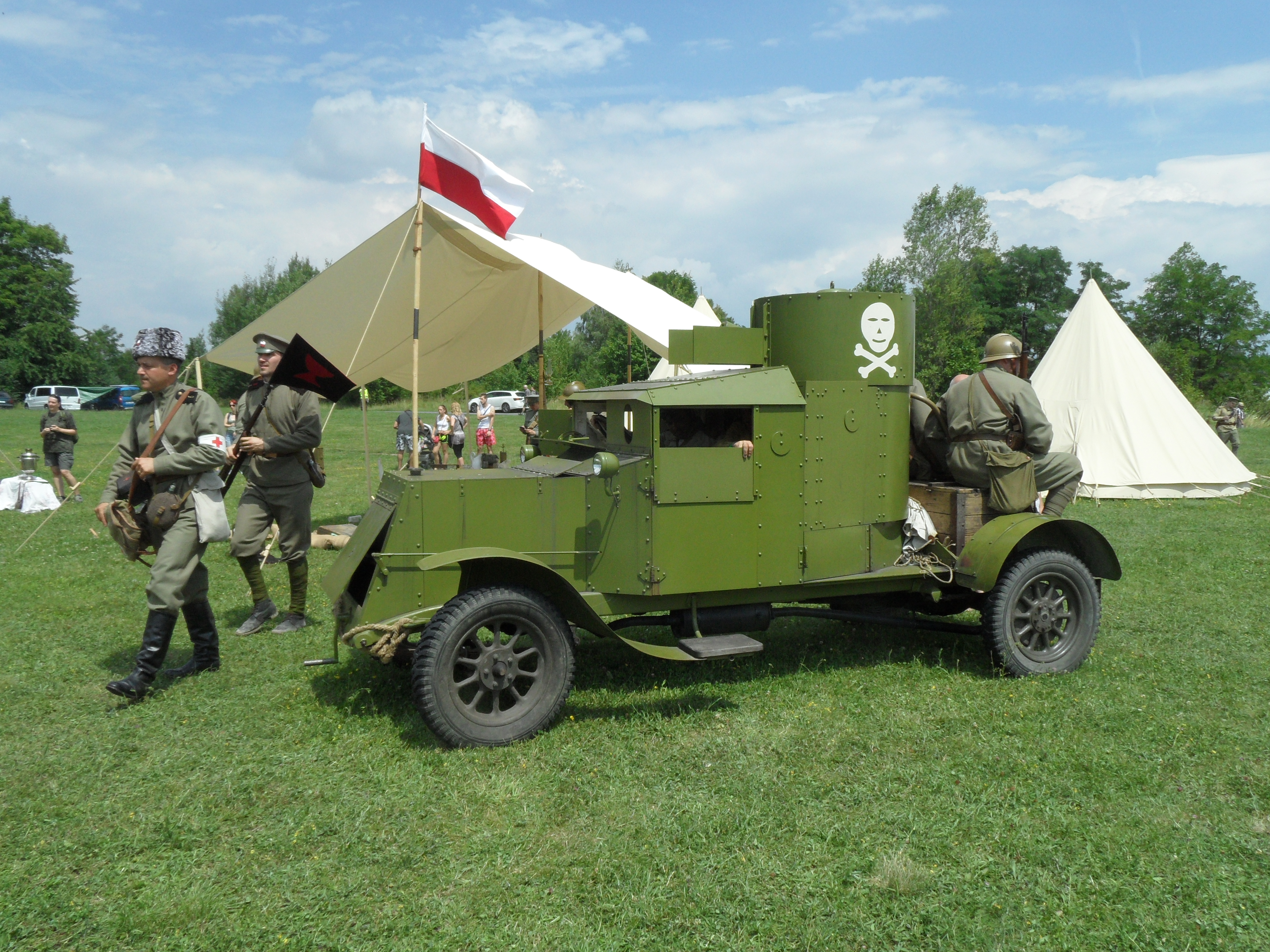
Obrněný automobil
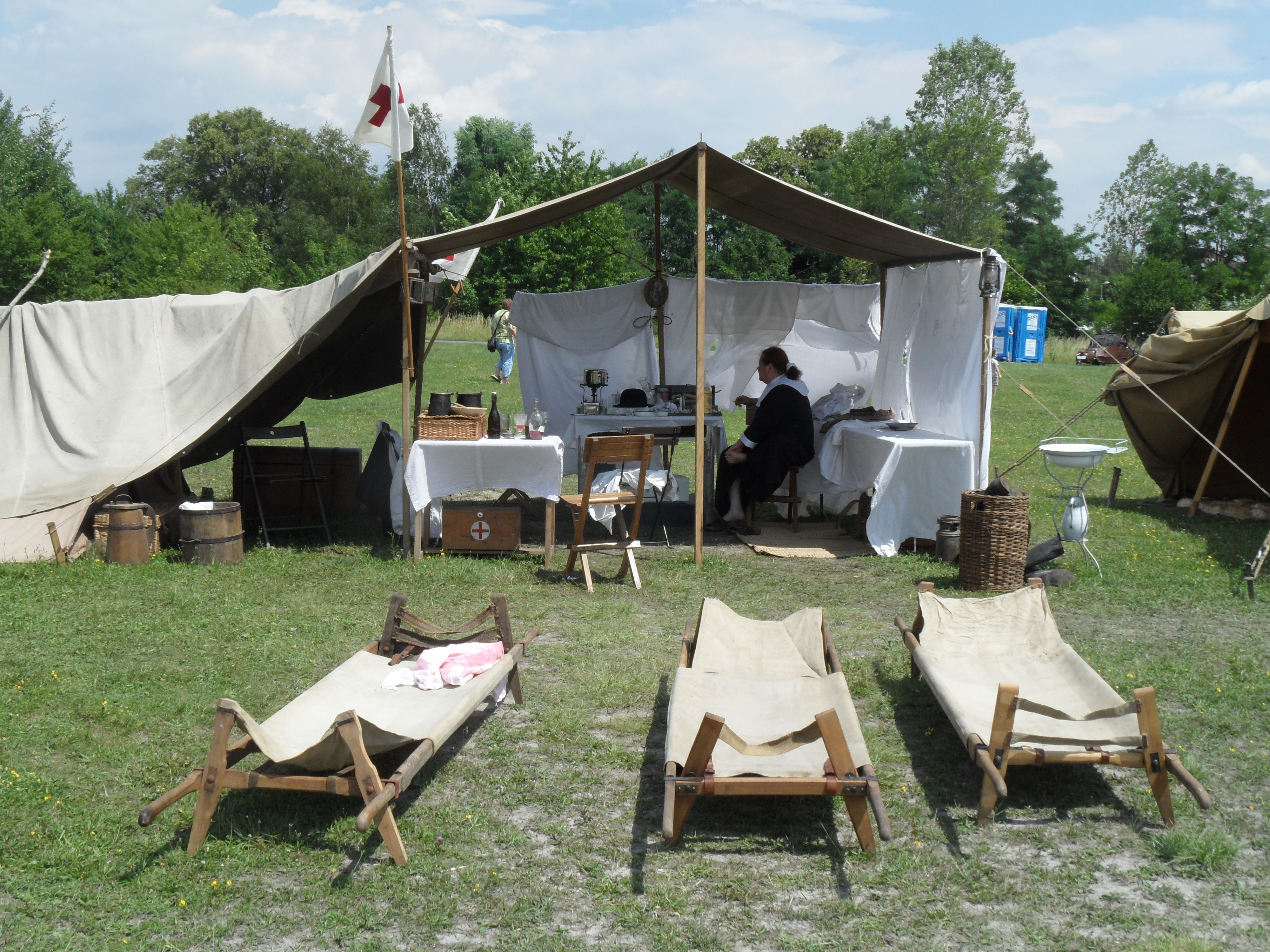
Polní lazaret
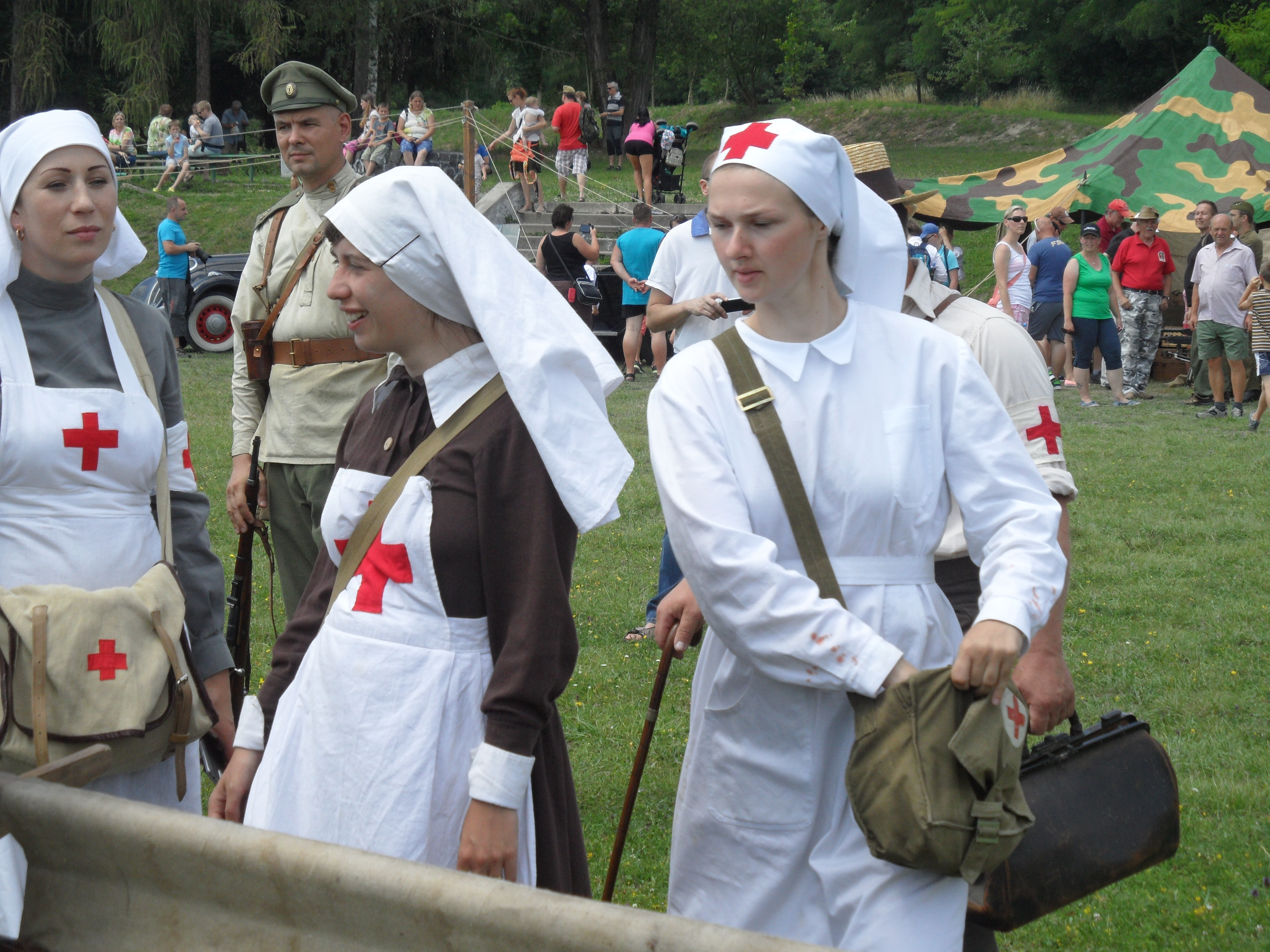
Zdravotnice
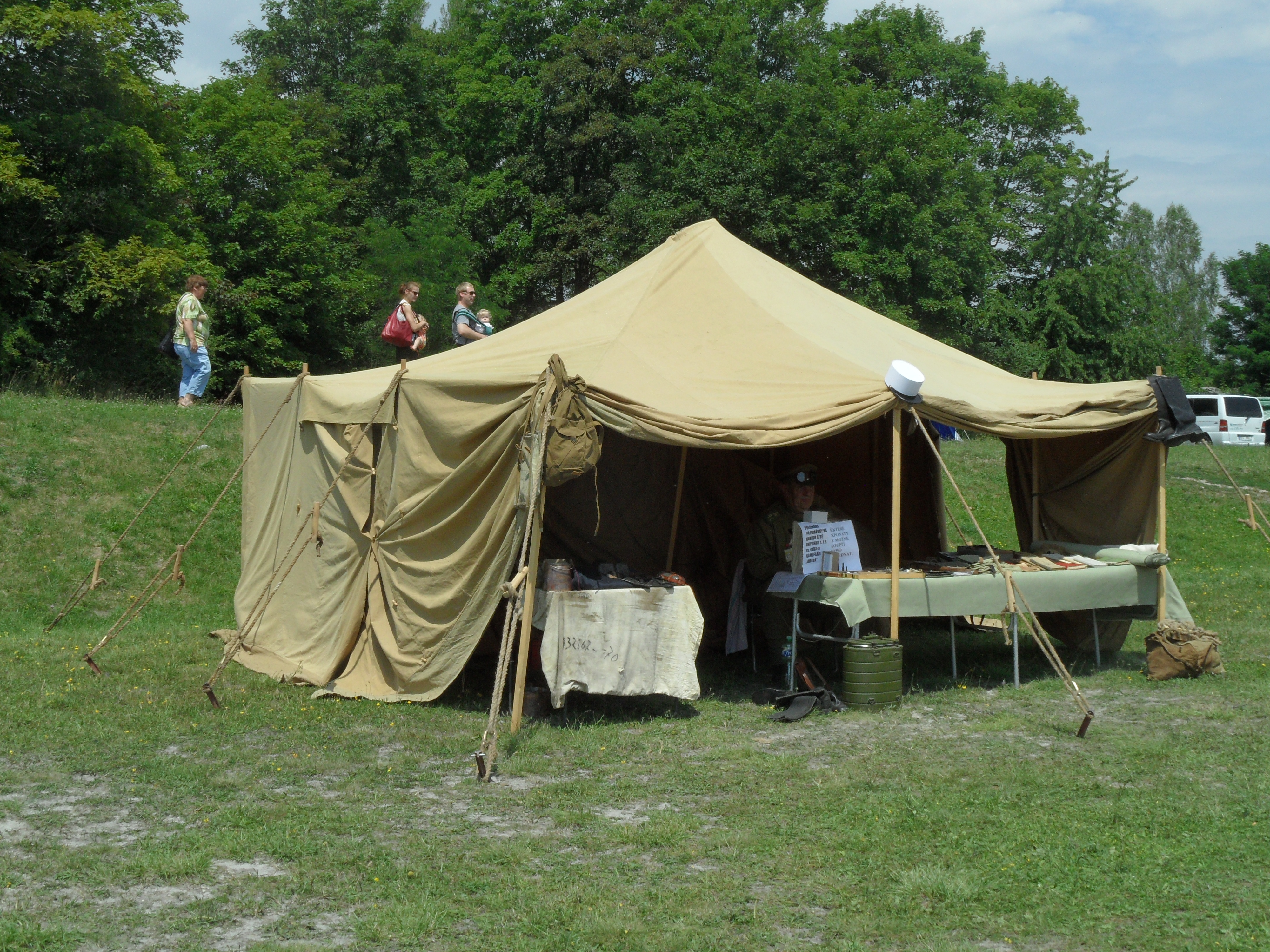
Jeden ze stanů
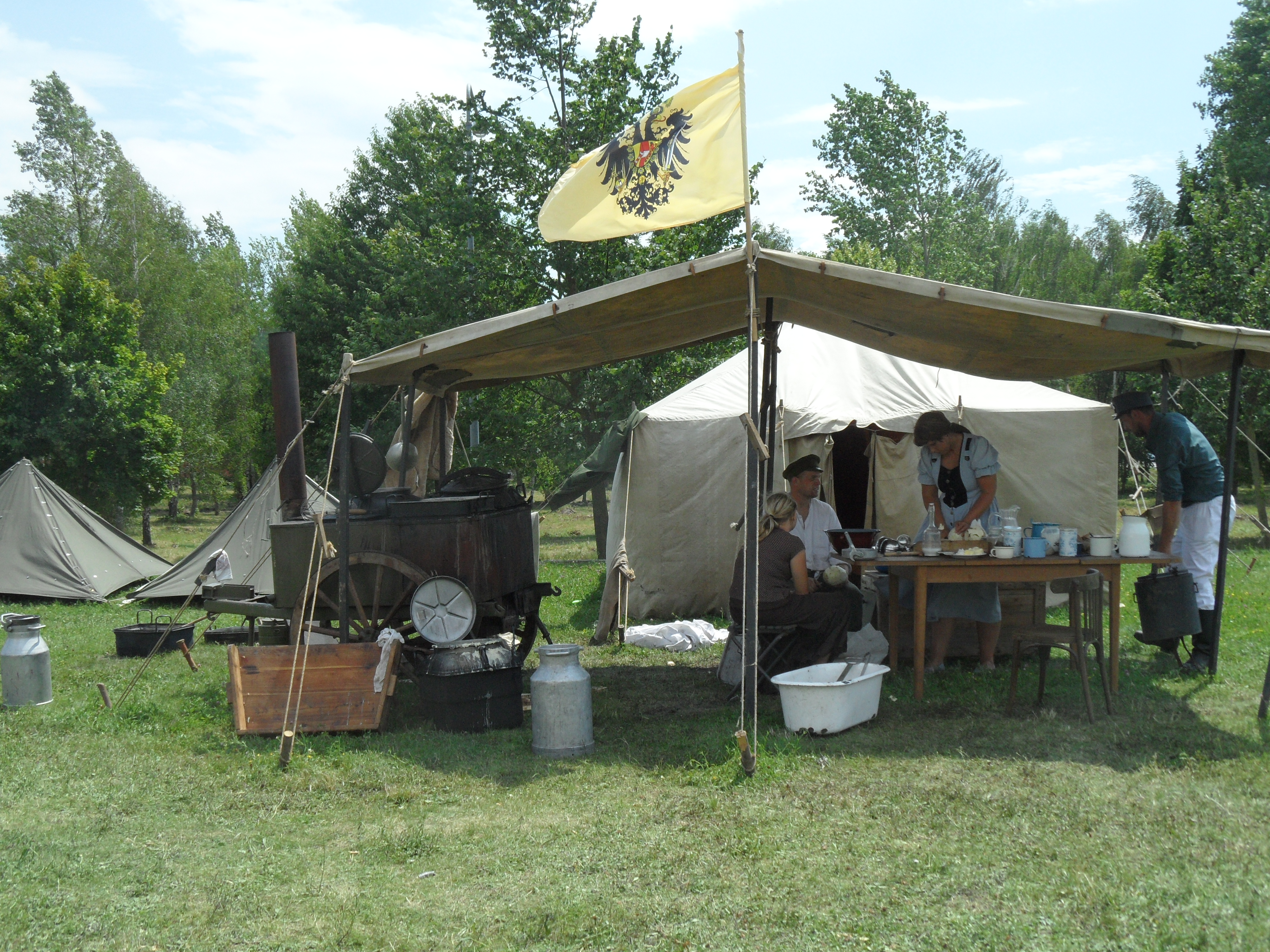
Další stan

### Rekonstrukce Bitvy u Zborova
Zřejmě největší rekonstrukce bitvy u Zborova v Čechách se uskutečnila od 14 hodin v bývalém vojenském výcvikovém prostoru Milovice – Mladá, na louce
proti rozestavěnému Vědeckotechnickému parku. Celkem přípravy této akce trvaly skoro rok, krátce před bitvou pořadatelé ve vojenském prostoru vykopali i pět linií zákopů. Akce přilákala několik tisíc návštěvníků, na rekonstrukci bitvy se podílely stovky členů klubů vojenské historie. Bojovaly mezi sebou Československé legie a Rakousko-Uhersko spolu s Německým císařstvím. V bojích bylo možno vidět i dva obrněné automobily, které v té době patřily k nejmodernějším zbraním nebo průlet historického dvojplošníku ve funkci průzkumného letadla. Rekonstrukci bitvy doprovázely výbuchy granátů, mezi vojáky se pohybovali muži s plamenometem. Vzhledem k dlouhotrvajícímu horkému a suchému počasí se na několika místech vznítila tráva, vzniklé malé požáry však ihned likvidovali připravení hasiči. Doprovodný komentář vysvětloval nejen průběh samotné bitvy, ale také širší historické souvislosti (např. informace o pádu ruského cara a následné destabilizaci ruské armády). 

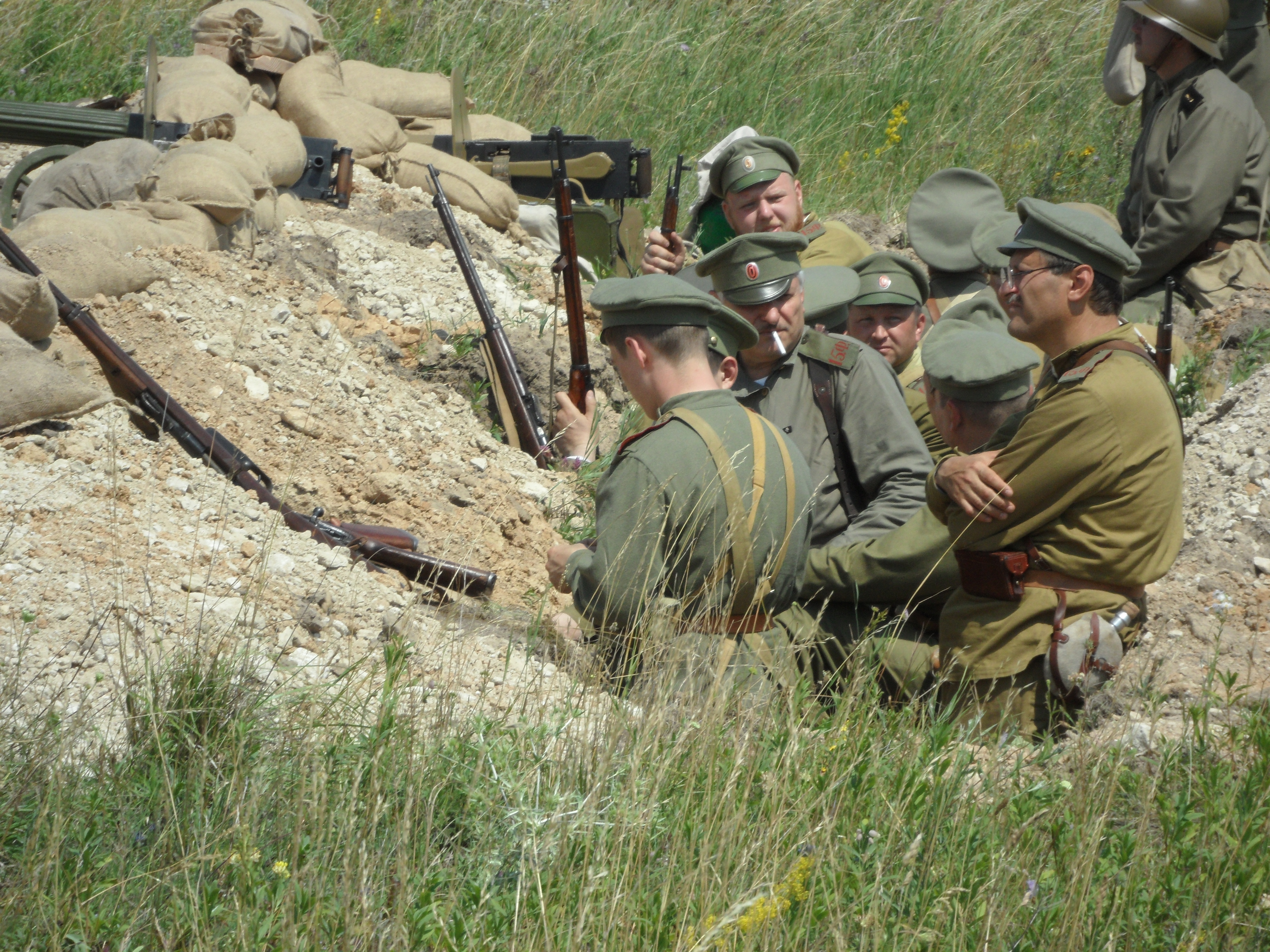
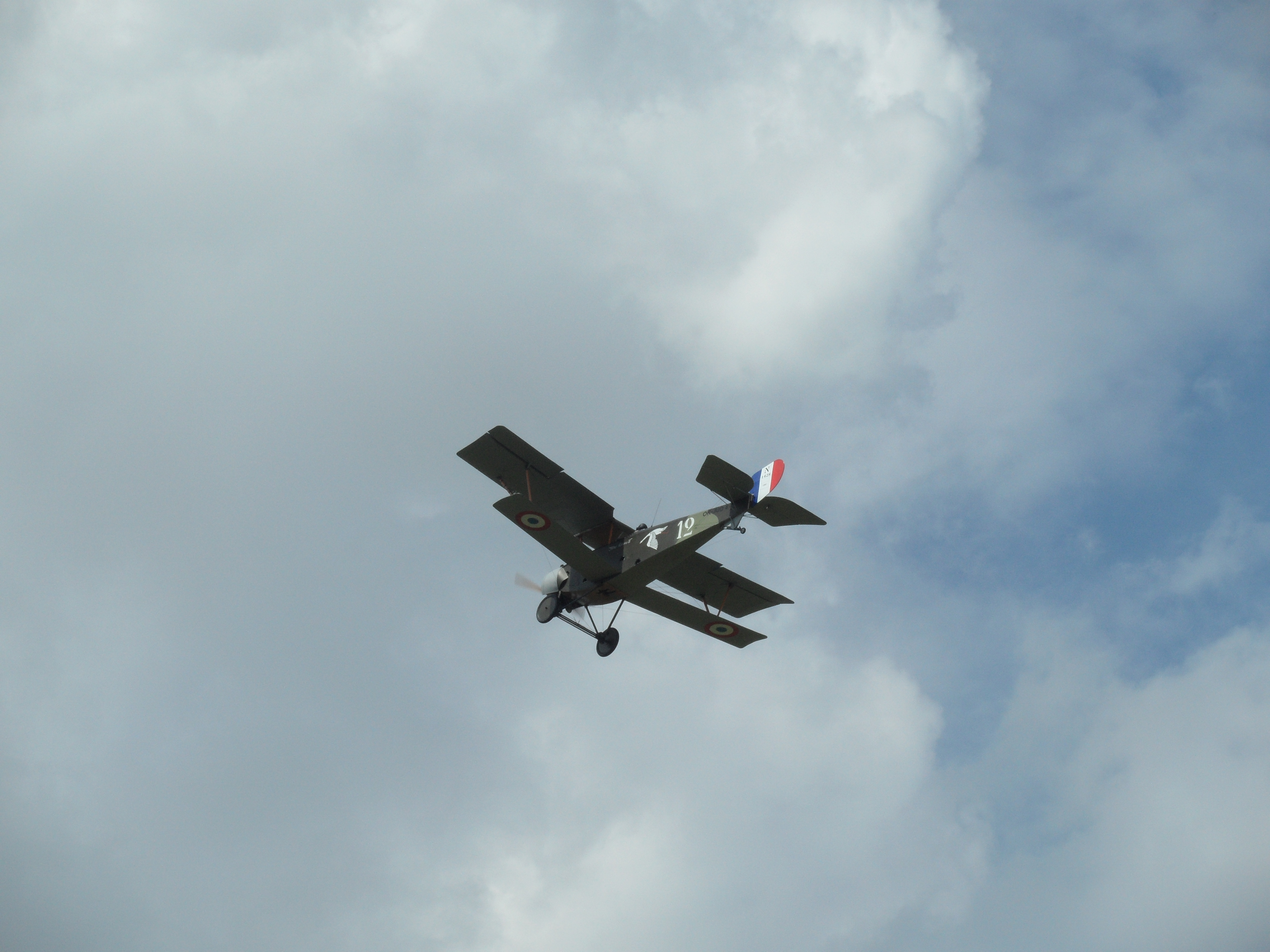
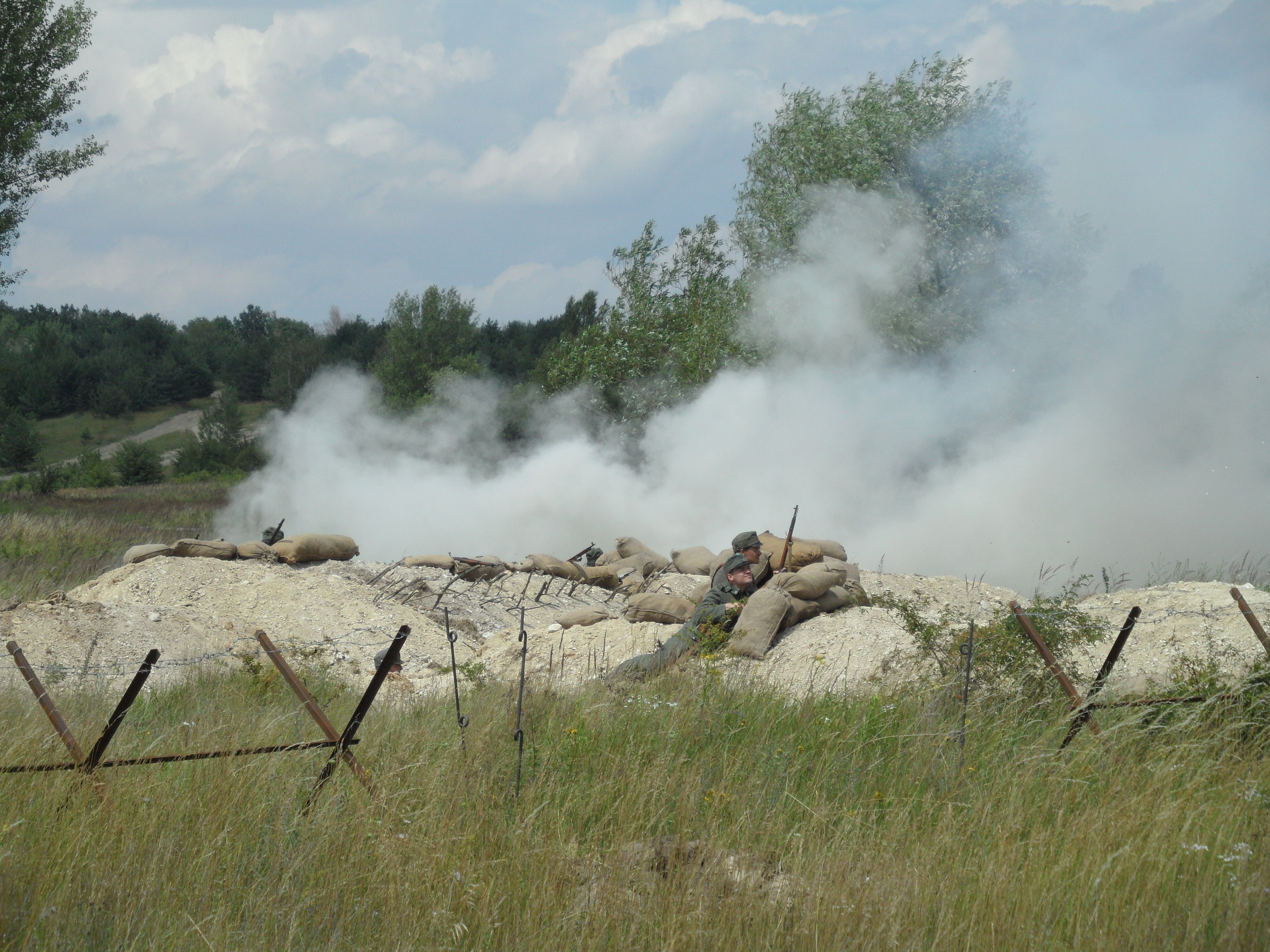
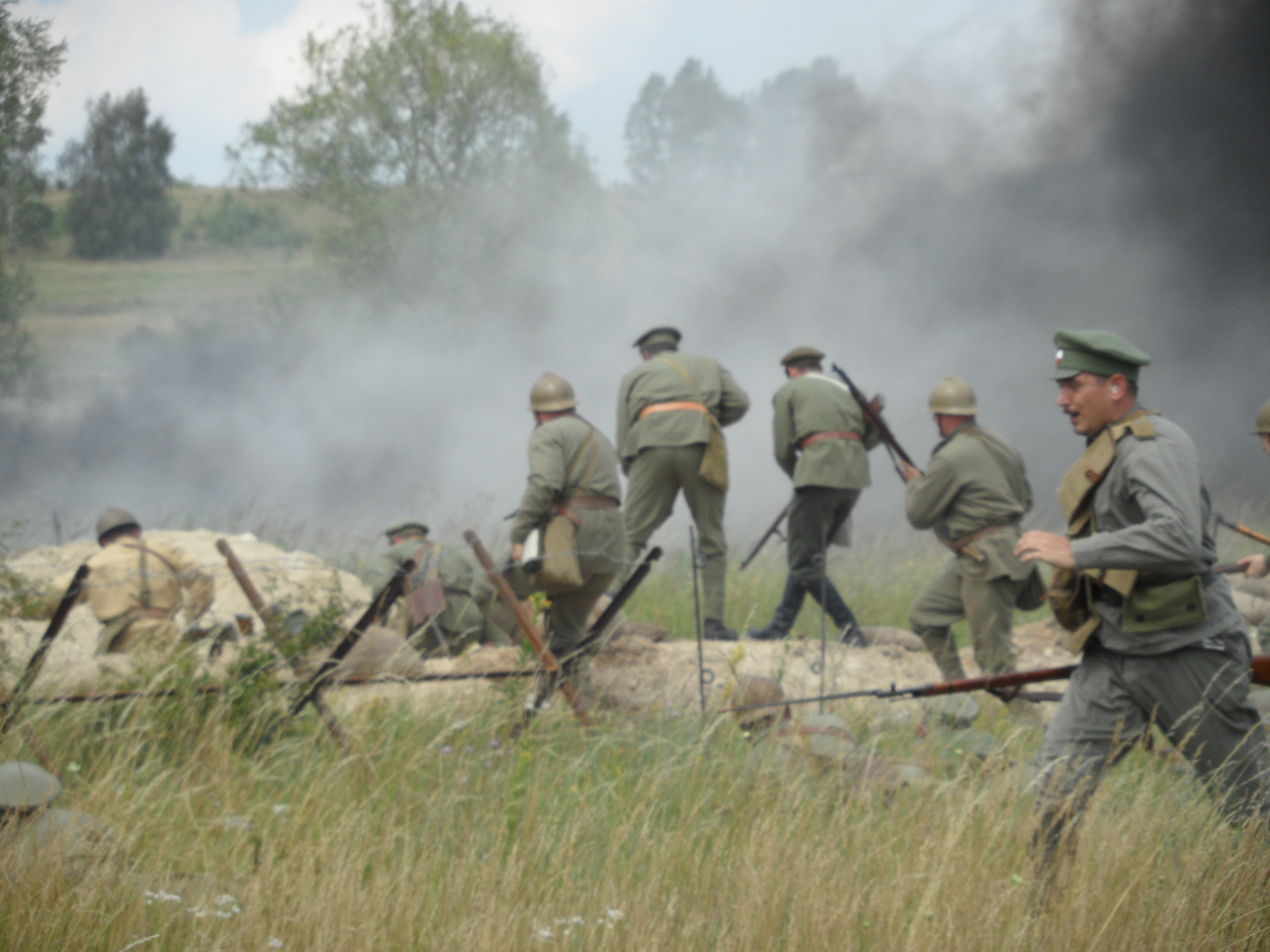
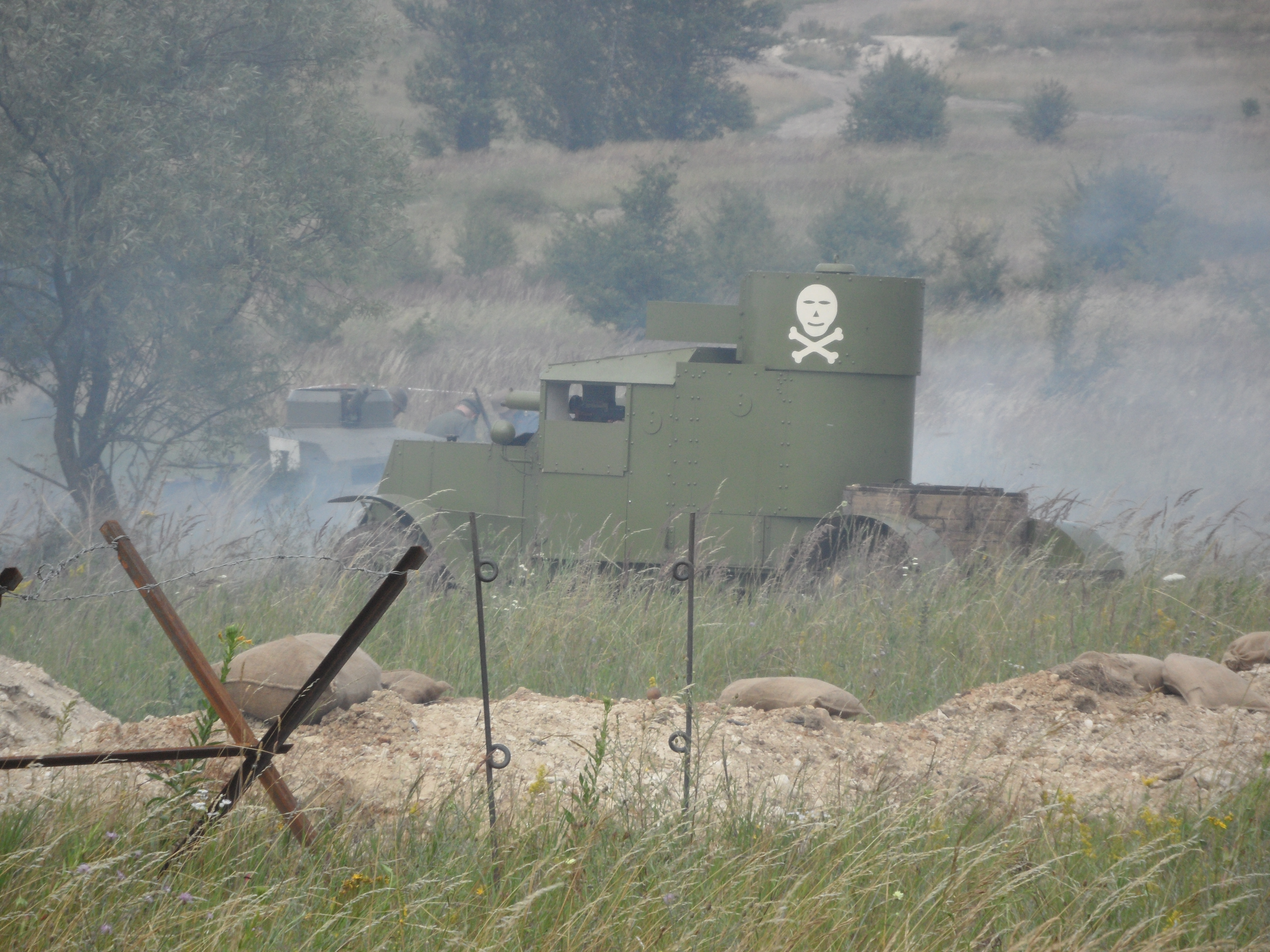
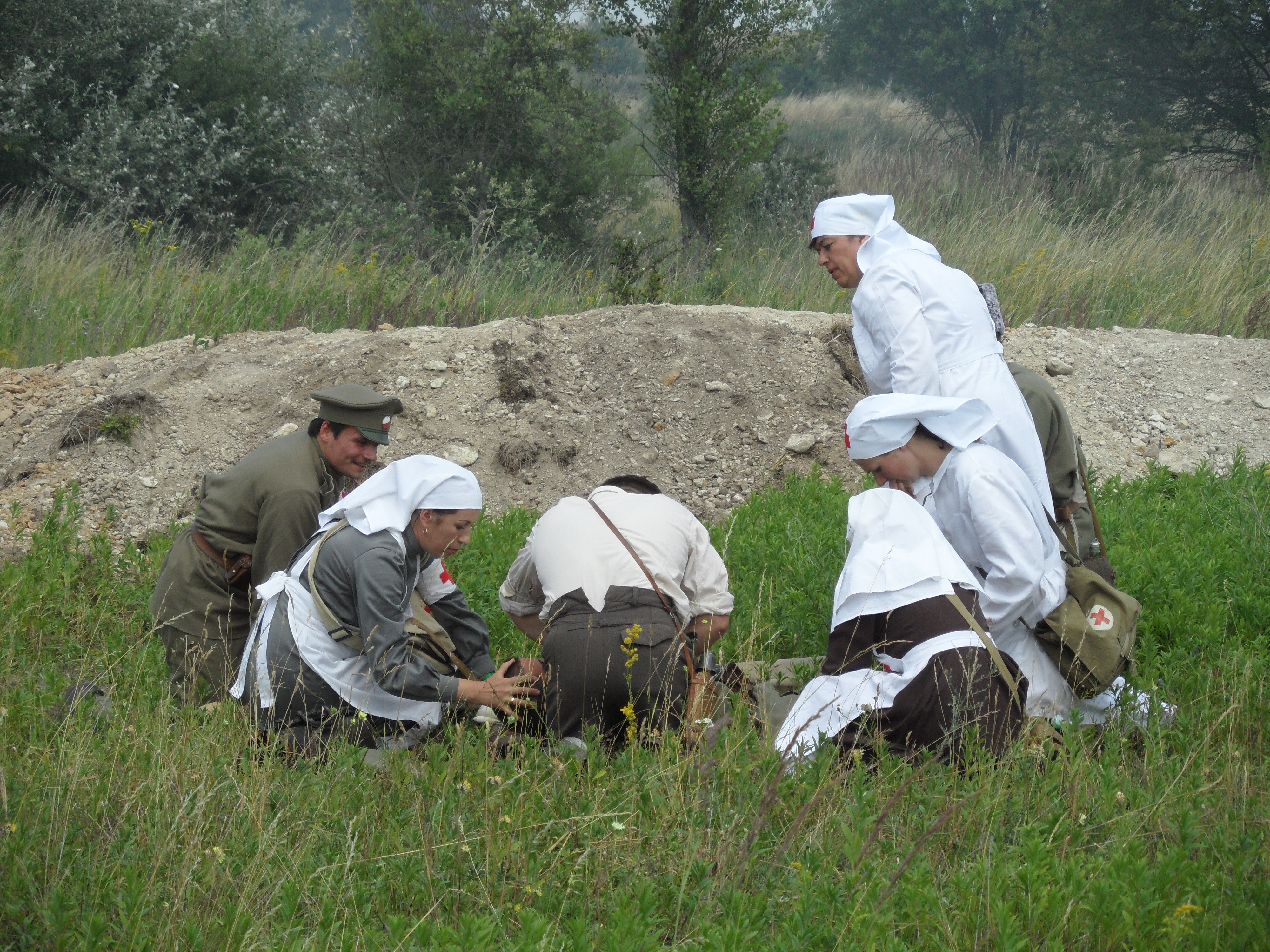